# Alwin Kulawig
Alwin Kulawig (* 17. Januar 1926 in Krughütte; † 19. Oktober 2003 in Saarlouis) war ein saarländischer Politiker (SPD).

## Ausbildung und Beruf
Kulawig besuchte die Schule in Klarenthal, Saarbrücken und Bamberg. Anschließend begann er eine Lehre als Optiker, die durch den Arbeits- und Wehrdienst unterbrochen wurde. Im Zweiten Weltkrieg geriet er in Kriegsgefangenschaft, aus der er "1946 heimkehrte. Anschließend arbeitete er als Landarbeiter, Maurer und Bergmann, bis er schließlich ab 1950 wieder als Optiker tätig wurde.

## Politik
Ab 1953 gehörte er der damals im Saarland noch verbotenen Deutschen Sozialdemokratischen Partei (DSP) an. Die Partei wurde im Sommer 1955 zugelassen und nannte sich nach der Ablehnung des Europäischen Saarstatuts in SPD Saar um. Bei den darauf folgenden Landtagswahlen im Dezember 1955 konnte Kulawig ein Mandat erreichen, das er auch bei der Wahl 1960 verteidigte.
Nach seinem Einzug in den Bundestag im Jahr 1961 legte er sein Landtagsmandat nieder. Dem Bundestag gehört er für vier Legislaturperioden (bis 1976) an. Von 1968 bis 1974 war er auch stellvertretender Vorsitzender der saarländischen SPD. Von 1964 bis 1970 war Kulawig zudem Mitglied des Europäischen Parlaments. In den letzten Jahren seines Lebens zog sich Kulawig aus dem politischen Leben zurück.

## Ehrungen
Kulawig wurde am 25. April 1977 mit dem Saarländischen Verdienstorden ausgezeichnet.